# Greatest Hits (Waylon Jennings)
Greatest Hits è il trentottesimo album di Waylon Jennings. Questa raccolta di brani, già usciti negli album precedenti, fu pubblicata nel marzo del 1979.
Nel 1984 la RCA Records ristampò questo disco su CD con tutti gli undici brani originali, mentre nel 1989 la RCA/BMG pubblicò un CD con soli nove brani ed in ordine diverso dal disco originale.

## Tracce
Lato A
1. Lonesome On'ry and Mean – 3:38 (Steve Young) – Tratto dall'album Lonesome, On'ry and Mean (1973)
2. Ladies Love Outlaws – 2:31 (Lee Clayton) – Tratto dall'album Ladies Love Outlaws (1972)
3. I've Always Been Crazy – 4:11 (Waylon Jennings) – Tratto dall'album I've Always Been Crazy (1978)
4. I'm a Ramblin' Man – 2:46 (Ray Pennington) – Tratto dall'album The Ramblin' Man (1974)
5. Only Daddy That'll Walk the Line – 2:20 (Ivy J. Bryant) – Tratto dall'album Only the Greatest (1968)

Lato B
1. Amanda – 2:56 (Bob McDill) – Tratto dall'album The Ramblin' Man (1974)
2. Honky Tonk Heroes – 3:27 (Billy Joe Shaver) – Tratto dall'album Honky Tonk Heroes (1973)
3. Mammas Don't Let Your Babies Grow Up to Be Cowboys – 2:32 (Ed Bruce, Patsy Cline) – Tratto dall'album Waylon & Willie (1978)
4. Good Hearted Woman – 2:59 (Waylon Jennings, Willie Nelson) – Tratto dall'album Wanted! The Outlaws (1976)
5. Luckenbach, Texas (Back To The Basics of Love) – 3:19 (Chips Moman, Bobby Emmons) – Tratto dall'album Ol' Waylon (1977)
6. Are You Sure Hank Done It That Way – 2:55 (Waylon Jennings) – Tratto dall'album Dreaming My Dreams (1975)

## Musicisti
- Waylon Jennings - voce, chitarra